# Viernes 13
Un viernes que caiga en el día 13 de cualquier mes se considera un día de mala suerte en la mayoría de las culturas anglosajonas. Existen supersticiones similares en otras tradiciones; particularmente, en Grecia y en los países hispanos, el martes 13 tiene el mismo papel, al igual que el viernes 17 en Italia. Clínicamente, el miedo a los viernes 13 se llama parascevedecatriafobia (la Parasceve es la preparación de la Pascua), collafobia o bien friggatriscaidecafobia, y se trata de una forma de triscaidecafobia, que es la fobia al número 13.

## Historia
El Viernes 13 de diciembre de 1937, se asesinaron en masa, a más de 300.000 civiles en menos de 6 semanas (200.000 en menos de dos) tras el ataque del Ejército Imperial Japonés a la población china de Nanjing (Nanking). Es reconocida por el Tribunal Militar Internacional como la peor atrocidad bélica por los crímenes, torturas, violaciones, saqueos e incendios provocados (para ocultar pruebas).
A diferencia de lo ocurrido en Europa, China no ha recibido oficialmente ni disculpas ni compensación alguna por esos crímenes, ya que Japón evade asumir cualquier responsabilidad. Además, en las escuelas japonesas no se está enseñando como un hecho histórico de gravedad a sus generaciones posteriores. Es una de las razones por la tensión política entre China y Japón.
El viernes, en el mundo cristiano, ha sido considerado como un día de luto, pues es aquel día de la semana en que fue crucificado Jesús de Nazaret. 
Otro ejemplo célebre es el viernes 13 de octubre de 1307, cuando, bajo las órdenes de Felipe IV de Francia (Felipe el Hermoso), un grupo de caballeros templarios, fue capturado y llevado ante el tribunal de la Inquisición para ser juzgado y condenado por supuestos crímenes en contra de la cristiandad. No se sabe bien si la decisión del rey francés se debió a una motivación religiosa, debida a los rumores que se tejían en torno a esta orden (de quienes se decía protegían o custodiaban secretos íntimos de la Iglesia, como el Santo Grial), o, más probablemente, a cuestiones económicas. En ese tiempo, los caballeros templarios poseían una gran fortuna, eran los principales prestamistas y acreedores en muchas regiones de Europa, en especial de Francia. Es más, se dice que el propio Felipe IV, tenía una gran deuda con esta orden y que por ello decidió capturarlos y acusarlos ante la Santa Sede por diversos cargos, entre ellos los de herejía, sodomía y de orinar y escupir en la cruz. La acusación produjo la detención o asesinato de la mayoría de los miembros de la orden del Temple, lo que finalmente ocasionó su desaparición. Sin embargo, algunos caballeros lograron escapar, llevándose consigo muchos de los secretos de la orden, hasta hoy no revelados, así como el tesoro del Temple. El último Gran Maestre de la orden, Jacques de Molay, quien finalmente fue condenado a la hoguera, momentos antes de morir asfixiado se dirigió al propio Felipe IV y al papa Clemente V, con estas palabras: «¡Papa Clemente! ¡Caballero Guillermo! ¡Rey Felipe! ¡Antes de un año yo os emplazo para que comparezcáis ante el tribunal de Dios, para recibir vuestro justo castigo! ¡Malditos, malditos! ¡Malditos hasta la decimotercera generación de vuestro linaje!» Si bien los templarios fueron arrestados el viernes 13 de octubre de 1307, esta dramática escena tuvo lugar siete años después, el 18 de marzo de 1314; como sea, tanto el papa como el rey murieron en los plazos fijados, a saber el 20 de abril y el 29 de noviembre de ese año. (Esta historia guarda similitud con la de Fernando IV de Castilla “el Emplazado”, a quien también le advirtieron sus víctimas que moriría en un plazo de treinta días.) Los caballeros que sobrevivieron, principalmente en la isla de Chipre y en Portugal, se unieron en su mayoría a las filas de la Orden de los Caballeros Hospitalarios o la de los Caballeros Teutónicos.
El viernes 13 de diciembre de 1916, en el frente italiano de la Primera Guerra Mundial. Varias avalanchas ocurrieron en los Alpes italianos, donde murieron aproximadamente 10000 soldados durante ese día en ambos bandos. Este día se conoce como el Viernes Blanco.
El viernes 13 de diciembre de 1939, en Victoria tuvo lugar el llamado “Viernes Negro”, considerado como uno de los peores incendios forestales en la historia de la humanidad y el más grave en Australia. Dejó un saldo de 71 muertos, casi 20.000 km ² de tierra arrasada por las llamas y más de 3.000 personas sin hogar. 
El viernes 13, octubre de 1972, el Vuelo 571 de la Fuerza Aérea Uruguaya se estrelló en los Andes. A bordo iban 40 pasajeros y 5 tripulantes, entre quienes se encontraban integrantes del equipo de rugby Old Christians. Para sobrevivir tuvieron incluso que alimentarse de los propios compañeros muertos. 72 días después fueron rescatadas 16 personas con vida, este suceso es conocido popularmente como «El milagro de los Andes».
El viernes 13 de noviembre de 1992, fueron asesinadas las "niñas de Alcàsser ", sucedió una noche donde Miriam, Toñi y Desirée se dirigían a la discoteca Coolor de Picassent donde acudían por una fiesta de su instituto,  decidieron hacer autoestop y se subieron al coche de Miguel Ricart junto con Antonio Anglés, en vez de llevarlas a la discoteca, las violaron, les arrancaron pezones, las asesinaron y las enterraron en una fosa común. Los cadáveres no se encontraron hasta 75 días más tarde por unos apicultores.
Un virus infectó a cientos de computadoras IBM, provocando que muchos archivos se perdieran y se creara el caos, ya que en ese entonces este tipo de ataques masivos eran poco comunes. 
Después de pasar seis días hospitalizado murió el rapero Tupac Shakur (2Pac), quien el 7 de septiembre de ese año había recibido tres disparos durante un tiroteo en el área metropolitana de Las Vegas. 
El viernes 13 de enero de 2006, el conjunto musical de cumbia chorrerana de [Ñato Califa], tuvieron un accidente en el Cacao de Capira donde fallecieron 11 personas entre ellos Ñato Califa, su cantante estrella Chía Ureña y el resto de su conjunto, el autobús tipo Ford Vans se salió del barandal de la carretera en una loma, el autobús cayó al vacío y quedaron en un despeñadero cercana al río Trinidad. Horas después llegaron las autoridades para el reconocimiento de cadáveres y traslado a la morgue. Sin embargo 3 heridos de gravedad, uno fallece y los otros quedaron con heridas graves. La cumbia chorrerana auténtica de La Chorrera desaparece con el resto del conjunto, la mayoría falleció en el cumplimiento de su labor de trabajo "tocar cumbia a personas que viven en lo más recóndito de la geografía nacional" en Panamá.
El viernes 13, enero de 2012, 32 personas murieron cuando el crucero Costa Concordia chocó contra las rocas de la Isla Giglio y naufragó. Fueron rescatadas 4,200 personas.
Por otro lado, fue un viernes 13, noviembre de 2015, cuando Francia sufrió el primero de los atentados terroristas de París.

## El 13
El número trece, desde la antigüedad, fue considerado como de mal augurio por varios motivos, entre los principales, el hecho de ser el siguiente número primo después del doce (el doce sería tenido en gran estima, dadas su practicidad y cualidades matemáticas). En la última cena de Jesús, trece fueron los comensales; tanto la Cábala como las leyendas nórdicas enumeran a 13 espíritus malignos; en el Apocalipsis, el capítulo 13 corresponde al anticristo y a la bestia; una leyenda escandinava cuenta que en una cena de dioses en el Valhalla, Loki, el espíritu del mal, era el decimotercer invitado; esto se "cristianizó" más tarde al decir que Satán (Abadón) era el 13.er ángel (Apocalipsis). En el Tarot, este número hace referencia a la muerte (aunque para hacer justicia hay que añadir que no solo significa muerte sino también significa cambio: cambio de estado, de vida, etc.). Asimismo, las brujas viajaban al monte Blocksberg en grupos de trece durante la Walpurgisnacht.

## En el cine
La unión del viernes y el 13 se popularizó como consecuencia de la serie de películas de terror "Viernes 13".
También es el día dónde ocurren los hechos de la película "Freaky Friday".